# Zinia veronicae
Zinia veronicae är en insektsart som beskrevs av Shaposhnikov 1950. Zinia veronicae ingår i släktet Zinia och familjen långrörsbladlöss. Inga underarter finns listade i Catalogue of Life.